# Drosera andersoniana
Drosera andersoniana ist eine fleischfressende Pflanze aus der Gattung Sonnentau (Drosera). Sie wurde 1909 von William Fitzgerald erstbeschrieben.

## Beschreibung
Drosera andersoniana ist eine ausdauernde, krautige, kletternde Pflanze. Die Sprossachse erreicht Längen von bis zu 25 cm. Sie bildet an der Basis eine flache Rosette aus Blättern. Die am Stamm wachsenden Blätter sind einzeln oder Grüppchen aus 2 oder 3 Blättern und wechselständig entlang der Sprossachse. Die aufrechte Sprossachse ist oberhalb der basalen Rosette mit vielen zylindrischen, roten Drüsen besetzt.
Die Blattspreiten der basalen Rosette sind quer elliptisch, 6 mm lang und 10 mm breit. Sie besitzen längere Tentakeldrüsen entlang des leicht konkaven Randes. Kleinere Tentakeldrüsen im Inneren. Die Blattstiele sind abgeflacht, am Stamm wachsend, kahl, 12 mm lang und 1 mm breit. Die Blattspreiten entlang des aufrechten Stämmchens sind nierenförmig, 4 mm lang, 5 mm breit und schildförmig. Sie besitzen längere Tentakeldrüsen entlang des stark konkaven Randes. Kleinere Tentakeldrüsen im Inneren. Der zentrale Blattstiel ist abgeflacht rund, schmal, spitz zulaufend, behaart und 2 cm lang. Das äußere Paar ist gleich aufgebaut und 1 cm lang.
Der Blütenstand ist traubenförmig aus 3 bis 15, manchmal an der Spitze der Pflanze verzweigenden, weißen bis hellrosa Blüten. Die Einzelblüten stehen an behaarten 4 bis 15 mm langen Blütenstielen mit einigen lanzettlichen Vorblättern. Die Vorblätter sind grün, behaart, schwarz gepunktet, 3 bis 4 mm lang und 0,5 mm breit. Die Kelchblätter sind grün, eng eiförmig, 4 mm lang, 2 mm breit, am Rand und an der Spitze mit pfriemförmigen Drüsen besetzt. Der Rest der Ränder und der Oberfläche ist mit zylindrischen, roten Drüsen besetzt und schwarz gepunktet. Die Kronblätter sind verkehrt eiförmig, 7 mm lang, 6 mm breit, abgebrochen und leicht gezähnt. Die 5 Staubblätter sind 4 mm lang, die Staubfäden sind weiß, die Staubbeutel gelb, der Pollen ist blassgelb. Der Fruchtknoten ist grün, schwarz gefleckt, fast kugelförmig, 1,7 mm im Durchmesser, 1,3 mm lang und besitzt 3 Fruchtblätter. Jedes Fruchtblatt ist leicht gelappt. Die drei Griffel sind weiß, am Ansatz grün, 2,5 mm lang und vielfach segmentiert. Jedes Segment ist an der Spitze vielfach verästelt. Die Narben sind weiß und einfach geformt innerhalb der Griffelspitzen. Blütezeit ist von August bis September.
Die Knolle ist gelb, kreiselförmig, hat einen Durchmesser von rund 7 mm, eine Länge von ebenfalls 7 mm und umschlossen von einer schwarzen, papierartigen Blattscheide am Ende eines 12 cm langen, vertikalen Ausläufers. Wie alle sogenannten „Knollendrosera“ zieht sie sich zu Zeiten hoher Temperaturen und relativer Trockenheit in diese Knolle zurück und überdauert unterirdisch.

Verbreitung von Drosera andersoniana in Australien

## Verbreitung, Habitat und Status
Die Art ist endemisch im Gebiet östlich von Southern Cross und bei Hyden im Südwesten Australiens. Sie besiedelt dort lehmige Böden an Gewässern bei felsigen Aufschlüssen.

## Systematik
Drosera andersoniana gehört zur Untergattung Ergaleium, Sektion Ergaleium, also zu den kletternden Knollendrosera.